# Milko Bedjanič
Milko Bedjanič, slovenski akademik, zdravnik internist in ustanovitelj moderne slovenske infektologije, * 29. junij 1904, Sarajevo, † 15. februar 1976, Ljubljana. 

## Življenje in delo
Rodil se je leta 1904 v Sarajevu, kjer je njegov oče Martin Bedjanič opravljal funkcijo ravnatelja gimnazije. Medicino je študiral na ljubljanski Medicinski fakulteti in jo 1936 končal na Medicinski fakulteti v Zagrebu. Iz interne medicine in infektologije se je specializiral v Mariboru in 1936 prav tam  opravil specializacijski izpit. Naslednje leto je v mariborski bolnišnici ustanovil infekcijski oddelek. Od marca 1935 je bil tudi načelnik mariborske reševalne postaje. Strokovno se je izpopolnjeval v Franciji (1952,1959), in Angliji (1955). Leta 1947 je bil imenovan za honorarnega predavatelja na infekcijski kliniki v Ljubljani, 1950 imenovan za predstojnika infekcijske klinike; tega leta je bil izvoljen tudi za docenta na Medicinski fakulteti v Ljubljani, od 1957 izrednega in od 1963 za rednega profesorja infektologije, in v letih 1958-1959 dekan. Uvedel je moderno zdravljenje akutnih streptokokih infekcij (škrlatinka) s penicilinom (1950), pojasnil vzroke endemskega klopnega meningoencefalitisa, bil glavni organizator preventivne in kurativne dejavnosti proti otroški ohromelosti. Med prvimi je zagovarjal moderno cepljenje proti otroški ohromelosti in med epidemijo 1956 ustanovil na kliniki respiracijski oddelek ter ustrezni biokemični laboratorij. Po epidemiji je 1957 po lastnih zamislih zgradil novo kliniko, ki je ustrezala sodobnim načelom osame in je istočasno služila kot republiška osamitvena (karantenska) bolnišnica. leta 1968 je bil izvoljen za dopisnega člana in 1973 za rednega člana Slovenske akademije znanosti in umetnosti. Napisal je več učbenikov in preko 30 strokovno-znanstvenih člankov.  Od leta 1975 do smrti je bil tajnik razreda za medicinske vede SAZU.
Poročen je bil s Hermino Bedjanič, ki je leta 1932 doktorirala iz ekonomije. V Mariboru sta se jima rodila sin Peter Bedjanič in hči Olga Bedjanič.